# アンカラ・アリーナ
アンカラ・スポル・サロヌ（トルコ語: Ankara Spor Salonu, 英語: Ankara Arena）は、トルコ共和国の首都アンカラにあるアリーナ。2010年世界バスケ開催を契機に建設された。
2012年にロンドン五輪女子バスケ最終予選が開催された他、コンサートなども頻繁に行っている。